# Patrie dal Friûl
Patria del Friuli  (latinsko Patria Fori Iulii, furlansko Patrie dal Friûl) je bilo ozemlje pod začasno oblastjo oglejskega patriarha in ena od cerkvenih držav Svetega rimskega cesarstva. Leta 1420 je to ozemlje pridobila Beneška republika, vendar je patriarh še nekaj časa vladal po svojih zakonih in običajih.

## Ustanovitev
Karel Veliki je leta 774 osvojil nekdanjo vojvodino Furlanijo v italijanskem kraljestvu Langobardov in jo vključil kot marko Karolinškega cesarstva. Ko je leta 952 nemški kralj Oton I. vdrl v Italijo, je furlansko ozemlje dodal Veronski marki, ki so ji vladali bavarski vojvode, od leta 976 pa koroški vojvode. Med sporom o investiciji leta 1077 je nemški kralj Henrik IV. odstavil veronskega mejnega grofa koroškega vojvodo Bertolda II., ker se je postavil na stran protikralja Rudolfa Rheinfeldškega. 3. aprila 1077 je Henrik v Pavii, ko se je vračal s poti v Canosso, podelil patriarhu Sieghardu Beilsteinskemu grofovske pravice  cesarske neposrednosti v furlanskem ozemlju Verone in ga povzdignil v knezoškofa. Preostala mejna grofija je skupaj s koroško vojvodino prešla na Henrikovega vazala Leopolda Eppensteinskega.
Sieghard pa je varno popeljal kralja čez Alpe. Nazaj v Nemčiji je kralj Henrik poleg tega nominalno dodelil vrhovno oblast nad markama Kranjske in Istre patriarhom kot cerkvenim knezom Svetega rimskega cesarstva. Dejanje, ki je tradicionalno veljalo za rojstvo cerkvene države Oglej, je privedlo do dolgotrajnega spora z nasprotujočima si mejnima grofoma iz koroške hiše Spanheim in andeškimi vojvodami Meranije.

## Razširitev
Patriarhat je nato razširil svoj politični nadzor na tem območju: regije pod oglejskim nadzorom so v naslednjih stoletjih vključevale furlanske dežele do Cadoreja, mesta Trst in osrednje dele istrskega polotoka. V času največjega razcveta je bil oglejski patriarhat ena največjih držav v Italiji. Plemiči iz patriarhata so bili udeleženci križarskih vojn. Leta 1186 je patriarh Godtfrid okronal sina Friderika Barbarosse, Henrika VI. za kralja Italije: v povračilnem odzivu ga je papež Urban III. odstavil.
Od leta 1127 so Oglejski  advokati (vogti) postali goriški grofje iz dinastije Majnhardincev, ki so se imenovali Goriški grofje. Njihova avtonomija se je okrepila, ko so leta 1253 podedovali cesarsko grofijo Tirolsko in jih je leta 1365 cesar Karel IV. povzdignil v kneze Svetega rimskega cesarstva.
V zgodnjem 13. stoletju, zlasti pod Volcherom (1204–1218) in Bertoldom (1218–1251), je imel patriarhat cvetoče gospodarstvo in kulturno življenje, podprto z dobrim cestnim omrežjem. Oglej, ki so ga prizadeli potresi in druge nesreče zmanjšali na nekaj sto prebivalcev, je bil v 14. stoletju skoraj zapuščen. Glavno mesto države so najprej preselili v Čedad, nato pa od leta 1238 v Videm v osrednji Furlaniji, ki je bil od 13. stoletja priljubljena patriarhova rezidenca in je kmalu postal veliko mesto.

## Rivalstvo z Benetkami
Patriarhi so leta 1209 ponovno prevzeli oblast nad Istrsko marko od vojvod Meranije. Vendar so se morali spopadati z naraščajočo pomorsko močjo Beneške republike, ki je v poznem 13. stoletju zasedala zahodno istrsko obalo od Kopra (Capodistria) do Rovinja (Rovigno). Leta 1291 je bil v Trevisu sklenjen mir, po katerem je zahodna obala polotoka pripadla Benetkam. V 14. stoletju se je moral patriarhat soočiti z naraščajočim rivalstvom z Benetkami, pa tudi z notranjimi spori med svojimi vazali, zapletel pa se je tudi v neskončne vojne med gvelfi in gibelini. Leta 1331 so si Benetke priključile tudi Pulj (Pulo) na jugu. Do določenega okrevanja je prišlo med vladavino Bertranda (1334–1350), uspešnega upravitelja in vojskovodje. Ubit je bil leta 1350 v zaroti, star devetdeset let.
Goriški grofje so obdržali nekaj notranjih istrskih ozemelj okoli Pazina (Mitterburg), ki so jih leta 1374 prepustili avstrijski hiši Habsburžanov. Zaradi beneške nevarnosti se je mesto Trst leta 1382 podredilo Habsburžanom.
Od prenosa patriarhalne rezidence v Videm Benečani nikoli niso živeli v miru s patriarhatom, na čigar cesarsko naklonjenost in težnje so bili ljubosumni. Približno leta 1400 so Benetke pod dožem Mihaelom Steno in njegovim naslednikom Tomasom Mocenigom začele povečevati svoje doževanje z zasedbo oglejskega zaledja. Istočasno je patriarhat trpel notranji konflikt med prebivalci Čedada in Vidma.
Leta 1411 se je to sprevrglo v vojno, ki naj bi označila konec patriarhata, Čedad je prejel podporo večine furlanskih občin, Carraresov iz Padove, nemškega kralja in cesarja Sigismunda Luksemburškega, tudi kralja Ogrske, medtem ko so Videm podprli Benečani. Decembra istega leta je cesarska vojska zavzela Videm in januarja naslednjega leta je bil Ludvik Teški v mestni stolnici uveljavljen za patriarha. 23. julija 1419 so Benečani osvojili Čedad in se pripravljali, da storijo enako z Vidmom. Mesto je po dolgem obleganju padlo 7. junija 1420. Kmalu zatem so sledili Gemona, San Daniele, Venzone in Tolmezzo.

## Sekularizacija
Posvetna oblast patriarha je bila izgubljena 7. julija 1420, ko so Benetke sekularizirale njena ozemlja. Dož Francesco Foscari je leta 1433 podpisal sporazum s cesarjem Sigismundom, s katerim je cesarstvo republiki prepustilo Domini di Terraferma, ki se je raztezalo od Jadranskega morja do Alp, takrat uradno kot cesarski fevd. Ozemlje okoli Gorice in ožjega Ogleja so obdržali Goriški grofje; zadnji grof Lenart je leta 1500 svoja ozemlja zapustil avstrijskemu nadvojvodi Maksimilijanu I., ki je leta 1511 priključil tudi mesto Gradišče ob Soči. Nekdanje ozemlje Goriške grofije je bilo vključeno v notranjeavstrijsko posest Habsburžanov.
Leta 1445, potem ko je patriarh Ludvik Trevisan na koncilu v Firencah privolil v izgubo svojega starodavnega posvetnega posestva v zameno za letno plačo 5000 dukatov, ki mu je bila izplačevana iz beneške zakladnice, se je vojna lahko štela za res končano. Naslov oglejskega patriarha so imeli odslej le Benečani. Nekdanja furlanska država je bila vključena v Beneško republiko z imenom Patria del Friuli, ki jo je vodil generalni providur ali Luogotenente, ki je živel v Vidmu. Leta 1523 se je cesar Karel V. dokončno odpovedal kakršnim koli cesarskim fevdalnim pravicam do nekdanjega oglejskega ozemlja.

## Parlament
Furlanski parlament se je razvil iz ad hoc patriarhalnih svetov vse večjega obsega, ki so bili sklicani v 13. stoletju, da bi pridobili finančno in vojaško podporo furlanskih baronov v skoraj nenehnih vojnah patriarhov s svojimi sosedami. Do konca stoletja se je institucija uveljavila in v začetku 14. stoletja je o sebi govorila, da deluje »v imenu vsega prebivalstva Furlanije« ( nomine totius universitatis Foriiulii ). V celotnem obdobju patriarhalne vladavine je bila primarna funkcija parlamenta vojaška. Baroni, cerkve in mesta so sodelovali v skladu s svojimi vojaškimi odgovornostmi, kot so navedene v talea militiae. Te pristojnosti je določil in redno spreminjal parlament. Samo patriarhovo gospostvo je bilo po talei dolžno služiti. Patriarhov glavni vpliv na parlament je bil v njegovem imenovanju gastaldov v mestih, s čimer je lahko vplival na izbiro predstavnikov, ki so jih mesta pošiljala v parlament.
Parlament se je sestajal do desetkrat na leto, še posebej pomemben pa je bil ob prostih mestih v patriarhovi pisarni, ki so bile pogoste. Plenarna zasedanja nikoli niso trajala več kot en dan, glavno delo parlamenta pa so opravljali odbori (consigli, ednina consiglio), med katerimi sta bila le dva redna. Prvega je sestavljalo šestnajst mož – dva cerkvenika, dva barona, osem ministerialov in štirje predstavniki mest – in vsi imenovani, ki jih je izbral patriarh. Ta odbor se je sestal en ali dva dni takoj po plenarnem zasedanju, da bi uporabil svoje odločitve. Drugi odbor so sestavljali po trije predstavniki treh stanov patriarhovega gospostva, ki jih je izvolilo plenarno zasedanje, in šest predstavnikov, ki jih je imenoval patriarh. Patriarh je bil naposled pri izbiri omejen na poslance. Ta drugi odbor je zasedal šest mesecev in je v bistvu postal stalni odbor.
Parlament je imel izvorno pristojnost v primerih fevdalnega prava, zarote in upora ter v civilnih tožbah proti patriarhu. V skoraj vseh primerih je bilo tudi sodišče zadnje instance. Marca 1355 je parlament kodificiral ustavo za Furlanijo, Constitutiones Patriae Foriiulii. To je bilo spremenjeno v letih 1366, 1368 in 1380, Benetke pa so ga potrdile leta 1429. Ostal je temeljni zakon Patria del Friuli do padca Benetk leta 1797.
Parlament je sodeloval s patriarhom pri odnosih s tujimi silami, ni pa imel nobene vloge pri beneški osvojitvi in vključitvi Furlanije v Domini di Terraferma leta 1420. Kljub temu je še naprej deloval v enakem razmerju do poročnika ( luogotenente), ki ga je imenoval beneški senat, kot je imel s patriarhom. Videm in Čedad sta prenehala sodelovati in parlament je bil razdeljen na dve skupščini za pokrajini vzhodno in zahodno od Tilmenta. Sredi 16. stoletja je bilo ustanovljeno ločeno telo - corpo della contadinanza - ki je predstavljalo podeželska okrožja. Antikvar iz 16. stoletja, grof Girolamo di Porcia, je nostalgično pripomnil, da je imela Furlanija pod patriarhi »bolj obliko republike kot kneževine« ( più a forma di repubblica che di principato).